# 1998年チェコ議会上院選挙
1998年チェコ議会上院選挙（1998ねんチェコぎかいじょういんせんきょ）は、中欧地域に位置するチェコ共和国の立法府上院である元老院を構成する議員を改選するために1998年11月に投票が行われた選挙である。

## 選挙制度の概要
定数：81議席
- 選挙制度：小選挙区制（2回投票制）
  - 第1回投票：絶対多数の得票を得た候補が当選。絶対多数の得票を得た候補がいない場合は、1週間後に二回目の投票が行われる。
  - 第2回投票：第1回投票における上位候補2名で行われ、相対多数の得票を得た候補が当選。
- 選挙区：81選挙区（3分の1にあたる27議席を2年毎に改選）
- 選挙権：18歳以上のチェコ共和国の国民
- 被選挙権：21歳以上のチェコ共和国の国民

## 選挙結果
- 投票日
  - 第1回投票：1998年11月13日～14日
  - 第2回投票：1998年11月20日～21日

| 区分             | 第1回投票 | 第2回投票 |
| ---------------- | --------- | --------- |
| 登録有権者数     | 2,666,398 | 2,665,043 |
| 投票用紙発行枚数 | 1,129,648 | 542,660   |
| 投票率           | 42.37     | 20.36     |
| 投票数           | 1,093,675 | 541,869   |
| 有効投票数       | 962,111   | 537,091   |
| 有効投票率       | 87.97     | 99.12     |

出所：Poll in election districts for 1st and 2nd rounds（チェコ統計局）。2010年6月2日閲覧
| 党派 | 議席数                                      | 議席率 |
| --- | ------------------------------------------- | ------ |
| 市民民主党 ODS | 9(0)                                        | 33.3%  |
| チェコ社会民主党 ČSSD | 3(1)                                        | 11.1%  |
| 4党連立 4KOALICE (Čtyřkoalice) - キリスト教民主連合-チェコスロバキア人民党 KDU-CSL - 市民民主同盟 ODA - 自由連合-民主連合 US-DEU - 無所属 | 13(3) KDU-CSL：5 ODA：4 US-DEU：1 無所属：3 | 48.1%  |
| ボヘミア・モラビア共産党 KSČM | 2(0)                                        | 7.4%   |
| 合計 | 27(4)                                       |        |
| カッコ内の数字は無所属候補者数 |                                             |        |

| 上院会派                                          | 議席数 | 議席率 |
| ------------------------------------------------- | ------ | ------ |
| 市民民主党 ODS                                    | 25     | 31.3%  |
| チェコ社会民主党 CSSD                             | 23     | 28.8%  |
| キリスト教民主連合-チェコスロバキア人民党 KDU-CSL | 16     | 20.0%  |
| 市民民主同盟 ODA                                  | 11     | 13.8%  |
| 無所属                                            | 5      | 6.3%   |
| 合計                                              | 80     |        |

- 出典
  - 上院選挙－1998年（中東欧・旧ソ連諸国の選挙データ）
  - 中田瑞穂「チェコ上院選挙結果」。ポスト社会主義諸国の政党・選挙データベース作成研究会編『ポスト社会主義諸国　政党・選挙ハンドブックⅡ』（京都大学地域研究統合情報センター）、17～19頁。
- 注：
  - 1。選挙結果は、選挙のために登録された選挙政党（volební strana）に依るものである。また選挙後の会派は、議員の所属会派に依るものであるため、「選挙政党」と所属会派は必ずしも一致するものではない。
  - 2。12月17日時点で残る1議席については憲法裁判所で係争中であり当選者が確定していなかったため、合計は80議席となっている。